# Meaulne
Meaulne est une ancienne commune française, située dans le département de l'Allier en région Auvergne-Rhône-Alpes. 
Le 1er janvier 2017, elle devient une commune déléguée de la commune nouvelle de Meaulne-Vitray.

## Géographie

### Localisation
Meaulne est située dans le département de l'Allier à 253 km de Paris  et à 55 km de Moulins son chef-lieu.

### Communes limitrophes
Meaulne est entourée des communes de : Vitray (également membre de la même commune nouvelle : Meaulne-Vitray), Urçay, Épineuil-le-Fleuriel et Vallon-en-Sully.

### Hydrographie
La commune est baignée par l’Aumance et est traversée par le canal de Berry, déclassé. Elle compte de nombreux étangs.

## Toponymie
L'hypothèse la plus probable sur le nom Meaulne est qu'il est d'origine latine. Meaulne serait dérivé de Mediana, ce qui signifie "Au milieu". Le bourg tiendrait donc son nom de sa situation "au milieu, entre le Cher et l'Aumance".

## Politique et administration

### Rattachements administratifs et électoraux
Meaulne se trouve dans l'arrondissement de Montluçon du département de l'Allier. Pour l'élection des députés, elle fait partie depuis 2012 de la deuxième circonscription de l'Allier.
Elle a été de 1793 à 1801 le chef-lieu du fugace canton de Meaulne, avant d'être rattachée cette année-là au canton de Cérilly. Dans le cadre du redécoupage cantonal de 2014 en France, Meaulne a intégré le canton de Bourbon-l'Archambault.

### Intercommunalité
Meaulne, lorsqu'elle était une commune, était membre de la communauté de communes du Pays de Tronçais, créée fin 1999.

### Politique locale
La commune a été instituée lors de la Révolution française.
Afin de garantir aux habitants le maintien des services face à la baisse des dotations de l’État, le 1er janvier 2017, Meaulne fusionne avec Vitray — qui n'a pas d'église, pas de cimetière et plus d'école et utilise de longue date les infrastructures meaulnoises — pour former la commune nouvelle de Meaulne-Vitray, dont elle est désormais une commune déléguée.  Vallon-en-Sully avait également souhaité s'unir avec Meaulne, mais celle-ci n'avait pas donné suite compte tenu de l'écart des taux de fiscalité locale qui les sépare,.

### Liste des maires
| Période                                  | Période          | Identité               | Étiquette | Qualité |
| ---------------------------------------- | ---------------- | ---------------------- | --------- | --- |
| Les données manquantes sont à compléter. |                  |                        |           | |
|                                          |                  | Pierre-Armand Chaulier | SFIO      | Négociant Conseiller général de Cérilly (1913 → 1919 et 1922 → 1940) Président du conseil général de l'Allier (1935 → 1940) |
| Les données manquantes sont à compléter. |                  |                        |           | |
| mars 1986                                | mars 2001        | Pierre Acolas          |           | |
| mars 2001                                | mars 2008        | Francis Le Bas         |           | |
| mars 2008                                | 31 décembre 2016 | Pierre-Marie Delanoy,  | PS        | Professeur Maire de Meaulne-Vitray (2017 → )                                                                                |

## Démographie
L'évolution du nombre d'habitants est connue à travers les recensements de la population effectués dans la commune depuis 1793. À partir du 1er janvier 2009, les populations légales des communes sont publiées annuellement dans le cadre d'un recensement qui repose désormais sur une collecte d'information annuelle, concernant successivement tous les territoires communaux au cours d'une période de cinq ans. 
Pour les communes de moins de 10 000 habitants, une enquête de recensement portant sur toute la population est réalisée tous les cinq ans, les populations légales des années intermédiaires étant quant à elles estimées par interpolation ou extrapolation. Pour la commune, le premier recensement exhaustif entrant dans le cadre du nouveau dispositif a été réalisé en 2005,.
En 2014, la commune comptait 776 habitants, en évolution de +0,91 % par rapport à 2009 (Allier : +0 %, France hors Mayotte : +2,49 %).
| 1793 | 1800 | 1806 | 1821 | 1831 | 1836  | 1841  | 1846  | 1851  |
| ---- | ---- | ---- | ---- | ---- | ----- | ----- | ----- | ----- |
| 860  | 711  | 731  | 762  | 792  | 1 018 | 1 009 | 1 013 | 1 074 |

| 1856  | 1861  | 1866  | 1872  | 1876  | 1881  | 1886  | 1891  | 1896  |
| ----- | ----- | ----- | ----- | ----- | ----- | ----- | ----- | ----- |
| 1 070 | 1 104 | 1 072 | 1 113 | 1 162 | 1 186 | 1 215 | 1 225 | 1 152 |

| 1901  | 1906  | 1911  | 1921 | 1926  | 1931  | 1936 | 1946  | 1954 |
| ----- | ----- | ----- | ---- | ----- | ----- | ---- | ----- | ---- |
| 1 125 | 1 168 | 1 134 | 992  | 1 000 | 1 015 | 988  | 1 006 | 873  |

| 1962 | 1968 | 1975 | 1982 | 1990 | 1999 | 2005 | 2010 | 2014 |
| ---- | ---- | ---- | ---- | ---- | ---- | ---- | ---- | ---- |
| 882  | 918  | 885  | 823  | 808  | 759  | 771  | 763  | 776  |

## Culture locale et patrimoine

### Lieux et monuments
- Église Saint-Symphorien du XVIIe siècle qui fait l’objet d’une inscription au titre des monuments historiques depuis 1985[14]
Elle renferme notamment un groupe sculpté : Vierge de Pitié du XVIe siècle, également classé au titre objet depuis 1975[15].
- Château du Plaix des XIVe et XVIe siècles, inscrit aux monuments historiques depuis 1985[16].
- Château des Alliers, à deux kilomètres au sud-est du bourg.

Le corps de bâtiment central date du XVIIe siècle ; il a été complété plus tard par deux ailes à toiture en pavillon. Le château a appartenu au général Georges Chevalier (1854-1938), père du philosophe et ministre Jacques Chevalier. La demeure, entourée d'une vaste propriété, a longtemps été laissée à l'abandon ; elle est aujourd'hui totalement remise en état et entretenue par ses propriétaires.
- Château de Bellevue, construit en 1864 par Jacques Alexandre Duchet, industriel montluçonnais[18].
- La GilPat, ancienne exploitation agricole de 8 ha, bâtie en 1905 et située au pied du château des Alliers.

### Personnalités liées à la commune
- Augustin Meaulnes, personnage fictif du roman d'Alain-Fournier, Le Grand Meaulnes. Le nom de famille du héros a été emprunté au village de Meaulne par l'auteur. En réalité, l'action du roman se situe en partie à Épineuil-le-Fleuriel et non à Meaulne.
- René Gozard[pourquoi ?] (1909-2003), diplômé des Meilleurs ouvriers de France en saboterie en 1933[réf. nécessaire].
- Hervé Bourges, qui passait ses vacances d'été à Meaulne durant son enfance[19].
- Guy Dejardin dit « Tristan Carol » (1920-2010), arrangeur et orchestrateur des orchestres Ray Ventura et Raymond Legrand, pianiste de Tani Scala, de la radiodiffusion française et de Radio Luxembourg. Il est inhumé à Meaulne.
- Philippe Vigand, auteur notamment de Meaulne mon village aux Éditions Anne Carrière (2004).
- Frédéric Berthet mentionne la commune dans son ouvrage Paris-Berry[réf. nécessaire].

### Héraldique
|  | Les armes de la commune se blasonnent ainsi : Écartelé au 1er et au 4e d’argent aux trois glands de sinople, au 2e et au 3e de gueules aux trois fers de moulin d’or. |